# Dialium indum
Dialium indum är en ärtväxtart som beskrevs av Carl von Linné. Dialium indum ingår i släktet Dialium och familjen ärtväxter.

## Underarter
Arten delas in i följande underarter:
- D. i. bursa
- D. i. indum

## Bildgalleri

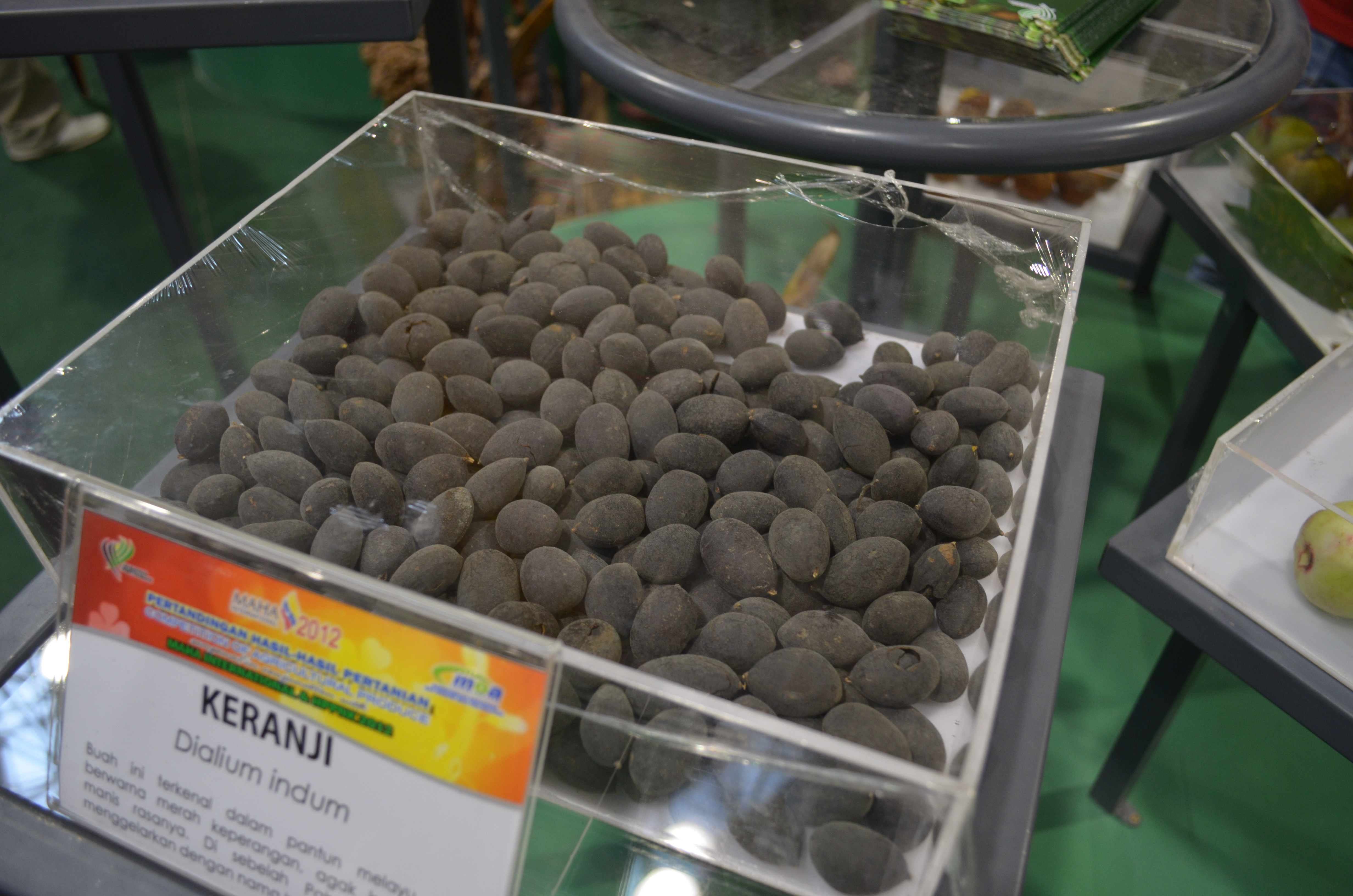